# Суша (приток Ольсы)
Суша (бел. Суша) — река в Белоруссии, в Кличевском и Кировском районах Могилёвской области, левый приток реки Ольса.
Длина реки — 40 км, площадь водосборного бассейна — 364 км², среднегодовой расход воды в устье — 1,5 м³/с, средний уклон реки 0,6 м/км.
Река берёт начало в торфяных болотах в 2 км к востоку от деревни Роги и в 20 км к северо-востоку от города Кличев. Генеральное направление течения — юго-запад, в нижнем течении поворачивает на северо-запад.
Протекает по Центральноберезинской равнине, на большом протяжении течёт через лесные массивы, а большинстве заболоченные. Долина слабовыраженная, в нижнем течении сливается с долиной Ольсы, ширина от 0,5 до 1 км. Пойма прерывистая, чередуется по берегам, ширина от 0,1-0,2 км в верхнем и среднем течении до 0,4-0,6 км ниже впадения Пересопенки. Русло от истока в течение 7,5 км канализировано, ниже свободно меандрирует, сильно извилистое. Берега пологие. Ширина реки на всём протяжении не превышает 10 метров. Принимает сток из сети мелиоративных каналов.
Основной приток — Пересопенка (справа).
Суша протекает ряд сёл и деревень: Коршуки, Стража, Городец, Рудня
Впадает в Ольсу ниже деревни Воевичи.